# Francesco Provenzale
Francesco Provenzale (Napoli, 25 settembre 1632 – Napoli, 6 settembre 1704) è stato un compositore italiano.
Fu il primo grande operista della scuola musicale napoletana, ma il suo prestigio risiede principalmente nella sua attività didattica, la quale formò i più importanti compositori napoletani attivi agli inizi del XVIII secolo.

## Biografia
Quasi nulla è nota sulla formazione musicale e sui primi anni di attività di Francesco Provenzale. Egli studiò in gioventù musica al Conservatorio della Pietà dei Turchini di Napoli sotto la guida di Giovanni Salvatore ed Erasmo di Bartolo.
Dai documenti pervenutici non risultano lavori antecedenti il 1658, anno in cui Provenzale mise in scena la sua prima opera lirica, Theseo al Teatro San Bartolomeo di Napoli; tuttavia nel libretto di questo dramma è riportato che costui fu autore di altre opere prima di questa: Il Ciro, Xerse con il libretto di Nicolò Minato e Artemisia con il libretto di Minato, le quali furono probabilmente rappresentate per la prima volta al Teatro San Bartolomeo di Napoli rispettivamente nel 1653, nel 1655 e nel 1657. Provenzale potrebbe inoltre aver composto altra musica per i Fabiarmonici, un gruppo musicale attivo a Napoli dal 1650.
Il 12 gennaio 1660 si unì in nozze con Chiara Basile, dal quale matrimonio ebbe tre figli: Giuseppe, Grazia e Anna Maria. Il 7 maggio 1663 fu nominato primo maestro del Conservatorio di Santa Maria di Loreto, presso il quale già lavorava dal 1661, incarico nel quale fu sostituito dal suo vice-maestro, Giuseppe Cavallo, nel 1675. A questa data egli era già da due anni primo maestro della Pietà dei Turchini, conservatorio più prestigioso e che lo aveva formato musicalmente in passato. Continuò tuttavia la propria attività didattica anche presso Santa Maria di Loreto, per il quale istituto scrisse diversi melodrammi sacri, tra i quali si ricordano Il martirio di San Gennaro (1663), La colomba ferita (1672) e La fenice d'Avila (1672) al Conservatorio di Santa Maria di Loreto di Napoli e forse anche La Vittoria fuggitiva. Questi lavori ebbero notevole successo non solo fra gli studenti della scuola, ma anche in tutta la città partenopea. 
Ancora nel 1672 l'opera Il schiavo di sua moglie ebbe la prima assoluta al Teatro San Bartolomeo e nel 1674 La Stellidaura vendicante a Mergellina.
Nel frattempo Provenzale acquisì notevole importanza anche nell'ambito chiesastico: prese posto di maestro di cappella in diverse chiese e congregazioni napoletane, tra le quali si ricordano San Domenico Maggiore (1667), Sant'Angelo a Nilo (1669), Monte degli Agonizzanti in Santa Maria Ancillarum (1679) e il Monastero di Santa Chiara (1679). Divenne inoltre nel 1665 maestro della Fidelissima Città di Napoli al Tesoro di San Gennaro nella Cattedrale di Napoli, e nel 1680 maestro onorario della cappella reale, posizione che però tenne sino al 1684, dato che fu rimpiazzato da un altro celebre compositore molto più giovane di lui, Alessandro Scarlatti.
Nel 1699 venne rimosso dalla carica che aveva alla Cappella del Tesoro di San Gennaro, in quanto incapace e anziano, e fu sostituito da un suo allievo, Gaetano Greco e pochi anni dopo, nel 1702, anche alla Pietà dei Turchini seguì la stessa sorte. Tuttavia continuò a lavorare per la cappella reale, non più come maestro titolare, bensì come assistente del nuovo maestro Alessandro Scarlatti. Sempre presso questa cappella diventò inoltre dal 1691 maestro di camera, carica che mantenne quasi fino a pochi giorni prima di morire; fu dunque sostituito da un altro suo allievo, Gaetano Veneziano.